# Semper Barat
Semper Barat is een kelurahan van het onderdistrict Cilincing in het noorden van Jakarta, Indonesië.